# Hieros gamos

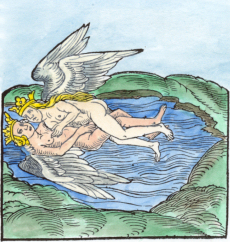
Rosary of the Philosophers, 1550

Hieros gamos ou hierogamia (do grego ιερός-, ‘‘sacro’’  e -γάμος, ‘‘união/matrimônio’’ ou ιερογαμία respectivamente, "casamento sagrado" ) é um termo atribuído ao ritual sexual que representava um casamento entre um deus e uma deusa, tendo um significado simbólico ou mitológico.
Característico de antigas sociedades entre elas as agrícolas do Médio oriente, o casal praticava o ritual, como garantia da fertilidade da terra incorporar os poderes divinos da prosperidade.
É visto, também, como um antigo ritual em que os casais participantes acreditavam que podiam ganhar profunda experiência religiosa ou um intercâmbio de conhecimentos através da relação sexual. Esta foi muitas vezes ensinada pelo monarca da religião dominante.

## Citações ao ritual
O ritual é citado parcialmente no livro "Código Da Vinci", escrito por Dan Brown.